# HMS Norfolk (nehézcirkáló)
A HMS Norfolk a Brit Királyi Haditengerészet egyik County (London)-osztályú nehézcirkálója. A Királyi Haditengerészetnek a 10 035 tonna vízkiszorítású nehézcirkáló hadrendbe állítása előtt hosszú ideig nem volt HMS Norfolk nevű hajója. A Norfolk építését 1927 júliusában kezdték a Fairfield Shipbuilding & Engineering Co. Ltd govani hajógyárában. Vízrebocsátására 1928. december 12-én, hadrendbe állítására pedig 1930. április 30-án került sor. 1931 szeptemberében a Norfolk is részt vett a később Invergordoni lázadás néven elhíresült zendülésben. A hajó később a Honi Flottában teljesített szolgálatot, egészen addig, amíg 1937-ben át nem helyezték az Indiai-óceánra.
1939-ben, a második világháború kitörésekor a Norfolkot ismét a Honi Flotához rendelték és részt vett a német csatacirkálók, a Scharnhorst és a Gneisenau, valamint kísérőhajójuk, az Admiral Scheer üldözésében. A hajó ezt követően számos javításon esett át, ahol az elszenvedett sérüléseket kijavították, valamint a hajó bizonyos részeit át is alakították. Első javítására Belfastban került sor, miután az U-47 eltalálta a hajót. Az U-47 volt felelős a Royal Oak csatahajó elsüllyesztéséért is.
Röviddel ezután a Norfolk egy légitámadásnak esett áldozatul, ahol bombatalálatot kapott, így a hajó ismét javításra szorult, melyre ezúttal a Clyde folyón került sor. A javítást követően a nehézcirkáló áthajózott a Tyne hajógyárba, ahol radart szereltek fel rá.
1941 májusában a Norfolk volt a második hajó, amely észrevette a német Bismarck csatahajót. A hajó folytatta az üldözést, majd a Rodney és a King George V csatahajókkal elsüllyesztette a német hajót. Szeptembertől a Norfolk a sarkvidéki konvojok kíséretében vett részt. 1943. december 26-án a Norfolk egyike volt a JW55B konvojt kísérő cirkálóknak mikor a Scharnhorst rájuk támadt. A brit hajó háromszor találta el a német hajót, ami ennek következtében inkább ideiglenesen visszavonult, de később a helyzetét félreértelmezve újból támadott. A távolfedezetként beérkező Duke of York csatahajó elsüllyesztette a német hajót.
A Norfolk szintén megsérült az összecsapásban, ezért Tyne-ba hajózott, újbóli javítás céljából. Javítása miatt a hajó nem vehetett részt a normandiai partraszállásban. Mikor a háború a végéhez közeledett, a Norfolk elhagyta Plymouth-ot és Máltára hajózott, ahol a nehézcirkálót felújították. A máltai út előtt viszont még hazaszállította a norvég királyi családot Oslóba, miután öt évig Londonban tartózkodtak a német megszállás következtében. A felújítás után a hajó ismét az Indiai-óceánra került.
1949-ben a Norfolk visszatért az Egyesült Királyságba és a Tartalék Flottához került. 1950. február 14-én a nehézcirkáló Newportba hajózott, ahol 22 évnyi szolgálat után szétbontották.